# Finnischer Fußballpokal 1966
Der Finnische Fußballpokal 1966 (finnisch Suomen Cup 1966) war die zwölfte Austragung des finnischen Pokalwettbewerbs. Er wurde vom finnischen Fußballverband ausgetragen. Das Finale fand am 30. Oktober 1966 im Olympiastadion Helsinki statt. 
Pokalsieger wurde HJK Helsinki. Das Team setzte sich im Finale gegen Kotkan Työväen Palloilijat mit 6:1 durch und qualifizierte sich damit für den Europapokal der Pokalsieger. Titelverteidiger Åbo IFK war in der 1. Runde gegen Porin Karhut ausgeschieden.
Alle Begegnungen wurden in einem Spiel ausgetragen. Bei unentschiedenem Ausgang wurde das Spiel um zweimal 15 Minuten verlängert. Stand danach kein Sieger fest, wurde das Spiel auf des Gegners Platz wiederholt. Bis zur 3. Runde hatten unterklassige Teams Heimrecht.

## Teilnehmende Teams
Für die erste Hauptrunde waren 43 Vereine der ersten und zweiten Liga direkt qualifiziert. Dazu kamen 21 Mannschaften der dritten und vierten Liga, die nach vier Qualifikationsrunden startberechtigt waren.
| Veikkausliiga (10) | Ykkönen Ost (11) | Ykkönen West (12) | Ykkönen Nord (10) |
| --- | --- | --- | --- |
| - Gamlakarleby BK - Haka Valkeakoski - HJK Helsinki - Helsingfors IFK - Ilves-Kissat Tampere - Kotkan Työväen Palloilijat - Lahden Reipas - Mikkelin Palloilijat - Oulun Työväen Palloilijat - Turku PS | - Hämeenlinnan Pallokerho - Helsingin Palloseura - Helsingin Ponnistus - Herttoniemen Urheilijat - Käpylän Urheilu-Veikot - Kotkan Jäntevä - Lappeenrannan Pallo - Loviisan Tor - Mikkelin Pallo-Kissat - Sudet Kouvola - Upon Pallo Lahti | - Åbo IFK - Hangö IK - Iirot Rauma - Porin Karhut - Porin Pallo-Toverit - RU-38 Pori - Tampereen Kisa-Toverit - TaPa Tampere - Tampereen Pallo-Veikot - Turun Pyrkivä - Turun Toverit - Valkeakosken Koskenpojat | - Jämsänkosken Ilves - Kajaanin Palloilijat - Kemin Into - Kokkolan Palloveikot - Kuopion Elo - Seinäjoen PS - Seinäjoen Sisu - Oulun Palloseura - Tornion Pallo -47 - Warkauden Pallo -35 |
| Maakuntasarja (18) | Maakuntasarja (18) | Maakuntasarja (18) | Aluesarja (3) |
| - Äänekosken Huima - IF Finströmskamraterna - Helsingin Kullervo - FF Jaro - Joutsenon Kataja - Hyvinkään Palloseura                                                                                    | - Joensuun Palloseura - Karihaaran Tenho - BK-46 Karis - Lahden Palloseura - Myllykosken Pallo -47 - Oulun Tarmo | - Pallo-Sepot 44 - Tampereen Peli-Toverit - Tapion Honka - Töölön Vesa - Turun Weikot - Vasa IFK | - Harjavallan Työväen Urheilijat - Kuopion Pallotoverit - Uudenkaupungin Roima |

## 1. Runde
|                                | Ergebnis  |                            |
| ------------------------------ | --------- | -------------------------- |
| Tampereen Pallo-Veikot         | 2:1       | Turun Toverit              |
| Käpylän Urheilu-Veikot         | 2:3       | Kotkan Työväen Palloilijat |
| FF Jaro                        | 6:2       | Seinäjoen Sisu             |
| Oulun Tarmo                    | 2:4 n. V. | Seinäjoen PS               |
| Vasa IFK                       | 1:6       | Kemin Into                 |
| Oulun Palloseura               | 3:2       | Tornion Pallo -47          |
| Lahden Palloseura              | 4:0       | Mikkelin Pallo-Kissat      |
| Kuopion Pallotoverit           | 0:5       | Kuopion Elo                |
| Uudenkaupungin Roima           | 4:3       | Turku PS                   |
| Pallo-Sepot 44                 | 1:2 n. V. | Helsingin Ponnistus        |
| Myllykosken Pallo -47          | 1:0       | Warkauden Pallo -35        |
| Jämsänkosken Ilves             | 4:1       | TaPa Tampere               |
| Harjavallan Työväen Urheilijat | 2:3       | RU-38 Pori                 |
| Tapion Honka                   | 0:5       | Upon Pallo Lahti           |
| IF Finströmskamraterna         | 6:2       | Iirot Rauma                |
| Tampereen Peli-Toverit         | 4:2       | Porin Pallo-Toverit        |
| Töölön Vesa                    | 0:3       | Helsingin Palloseura       |
| Kotkan Jäntevä                 | 0:5       | Mikkelin Palloilijat       |
| BK-46 Karis                    | 3:2       | Turun Pyrkivä              |
| Loviisan Tor                   | 0:6       | HJK Helsinki               |
| Helsingin Kullervo             | 1:1 n. V. | Sudet Kouvola              |
| Turun Weikot                   | 1:3       | Helsingfors IFK            |
| Hangö IK                       | 3:2       | Herttoniemen Urheilijat    |
| Joutsenon Kataja               | 1:6       | Lahden Reipas              |
| Hyvinkään Palloseura           | 0:3       | Ilves-Kissat Tampere       |
| Tampereen Kisa-Toverit         | 2:4       | Haka Valkeakoski           |
| Hämeenlinnan Pallokerho        | 0:2       | Valkeakosken Koskenpojat   |
| Äänekosken Huima               | 0:3       | Kokkolan Palloveikot       |
| Porin Karhut                   | 2:1       | Åbo IFK                    |
| Karihaaran Tenho               | 0:2       | Gamlakarleby BK            |
| Joensuun Palloseura            | 1:2       | Lappeenrannan Pallo        |
| Kajaanin Palloilijat           | 2:0       | Oulun Työväen Palloilijat  |

### Wiederholungsspiel
|               | Ergebnis |                    |
| ------------- | -------- | ------------------ |
| Sudet Kouvola | 3:0      | Helsingin Kullervo |

## 2. Runde
|                          | Ergebnis  |                            |
| ------------------------ | --------- | -------------------------- |
| Tampereen Pallo-Veikot   | 1:6       | Kotkan Työväen Palloilijat |
| FF Jaro                  | 5:1       | Seinäjoen PS               |
| Kemin Into               | 4:3 n. V. | Oulun Palloseura           |
| Lahden Palloseura        | 3:2       | Kuopion Elo                |
| Uudenkaupungin Roima     | 1:6       | Helsingin Ponnistus        |
| Myllykosken Pallo -47    | 2:5       | Jämsänkosken Ilves         |
| RU-38 Pori               | 1:3       | Upon Pallo Lahti           |
| IF Finströmskamraterna   | 10:30     | Tampereen Peli-Toverit     |
| Helsingin Palloseura     | 0:1       | Mikkelin Palloilijat       |
| BK-46 Karis              | 0:3       | HJK Helsinki               |
| Sudet Kouvola            | 2:6       | Helsingfors IFK            |
| Hangö IK                 | 1:3       | Lahden Reipas              |
| Ilves-Kissat Tampere     | 0:3       | Haka Valkeakoski           |
| Valkeakosken Koskenpojat | 4:2       | Kokkolan Palloveikot       |
| Porin Karhut             | 1:3       | Gamlakarleby BK            |
| Lappeenrannan Pallo      | 2:1 n. V. | Kajaanin Palloilijat       |

## 3. Runde
|                            | Ergebnis  |                          |
| -------------------------- | --------- | ------------------------ |
| Kotkan Työväen Palloilijat | 5:3       | FF Jaro                  |
| Kemin Into                 | 2:4 n. V. | Lahden Palloseura        |
| Helsingin Ponnistus        | 5:3       | Jämsänkosken Ilves       |
| Upon Pallo Lahti           | 4:0       | IF Finströmskamraterna   |
| Mikkelin Palloilijat       | 0:1       | HJK Helsinki             |
| Helsingfors IFK            | 3:2 n. V. | Lahden Reipas            |
| Haka Valkeakoski           | 1:1 n. V. | Valkeakosken Koskenpojat |
| Gamlakarleby BK            | 2:1       | Lappeenrannan Pallo      |

### Wiederholungsspiel
|                          | Ergebnis |                  |
| ------------------------ | -------- | ---------------- |
| Valkeakosken Koskenpojat | 1:6      | Haka Valkeakoski |

## Viertelfinale
|                            | Ergebnis  |                   |
| -------------------------- | --------- | ----------------- |
| Kotkan Työväen Palloilijat | 3:3 n. V. | Lahden Palloseura |
| Helsingin Ponnistus        | 1:8       | Upon Pallo Lahti  |
| Helsingfors IFK            | 2:3       | HJK Helsinki      |
| Haka Valkeakoski           | 5:2       | Gamlakarleby BK   |

### Wiederholungsspiel
|                   | Ergebnis |                            |
| ----------------- | -------- | -------------------------- |
| Lahden Palloseura | 2:4      | Kotkan Työväen Palloilijat |

## Halbfinale
|                            | Ergebnis  |                  |
| -------------------------- | --------- | ---------------- |
| Kotkan Työväen Palloilijat | 3:1 n. V. | Upon Pallo Lahti |
| HJK Helsinki               | 2:1 n. V. | Haka Valkeakoski |

## Finale
| Paarung      | HJK Helsinki – Kotkan Työväen Palloilijat |
| Ergebnis     | 6:1 (3:1) |
| Datum        | 30. Oktober 1966 |
| Stadion      | Olympiastadion, Helsinki |
| Zuschauer    | 7.069 |
| Tore         | 1:0 Kai Pahlman (14.) 1:1 Arto Tolsa (24.) 2:1 Kai Pahlman (26.) 3:1 Kai Pahlman (40.) 4:1 Raimo Pajo (52.) 5:1 Kai Pahlman (80.) 6:1 Pekka Talaslahti (83.)               |
| HJK Helsinki | Paavo Heinonen – Reijo Jalava, Pentti Kokko, Raimo Kauppinen – Nils Laine, Markku Peltoniemi, Kaj Österberg – Kari Lehtolainen, Pekka Talaslahti, Kai Pahlman, Raimo Pajo. |